# Косаченко, Оксана Павловна
Окса́на Па́вловна Косаче́нко (род. 1 мая 1966, Москва, СССР) — российский спортивный комментатор, организатор автомобильных спортивных соревнований, пилот, промоутер WTCC в России. C 1 февраля 2013 года до конца сезона 2014 занимала пост коммерческого директора команды Caterham F1, выступавшей в чемпионате мира по автогонкам в классе «Формула-1».

## Биография
Окончила школу с золотой медалью. Не замужем, детей нет.

## Профессиональная деятельность
Работала в международном отделе ЦК ВЛКСМ.
В 2000 году отказалась от должности директора спортивных программ РТР. C марта 2000 года Косаченко стала комментатором чемпионата мира по автогонкам в классе машин «Формула-1» на РТР.
В 2001 году становится менеджером 16-летнего Виталия Петрова.
В 2002—2003 годах Косаченко выступала за команду Спорт-Гараж в классе «Кубок России» VW POLO.
С 2004 по 2007 год — комментатор Евросерии Формулы-3 на телеканале 7ТВ. В 2005—2007 годах — комментатор LMS и DTM на телеканале 7ТВ.
В 2005—2009 годах рекламное агентство Manuscript под руководством Оксаны Косаченко занималось организацией этапов RTCC.
C 2008 года — комментатор GP2, с 2009 года — WTCC, в 2011 году — комментатор LMS, с 2012 года — Auto GP на Евроспорте.

## Менеджер пилота Формулы-1
В 2010 году Виталий Петров стал гонщиком команды Renault F1 Team Формулы-1. Оксана Косаченко назвала это колоссальным успехом всей команды Виталия Петрова.
В интервью F1News.ru она рассказала, как стала менеджером Виталия Петрова и как они сумели добиться такого успеха:

Как вы стали менеджером Виталия Петрова?

Оксана Косаченко:

Мы встретились на соревнованиях, где я выступала одним из организаторов, а он был участником. Виталий добился успеха в региональных соревнованиях по ралли на севере России. Он побеждал во всех стартах, и мы решили, что, возможно, он может стать хорошим гонщиком, хотя в тот момент у него не было никаких мыслей о «Формуле».

У меня были связи в мире автоспорта, поэтому они и обратились ко мне за советом, и я подумала, что могу помочь им. Мы отправились в Италию на встречу с моим другом Винченцо Соспири, который раньше выступал в Формуле-1, и с основателем Minardi Джанкарло Минарди: я знала его с тех пор как жила в Италии. Мы обсудили ситуацию, и они предложили нам несколько вариантов того, в каких формульных сериях Виталий мог бы выступать.

Оксана Косаченко отправила Виталия Петрова в Италию, но в связи с тем, что Виталий Петров не знал иностранных языков, а также редко путешествовал по Европе, Косаченко пришлось следить за ним, ездить с ним на все гонки и выступать в роли его переводчика, и затем было решено, что в такой ситуации будет разумно работать вместе.

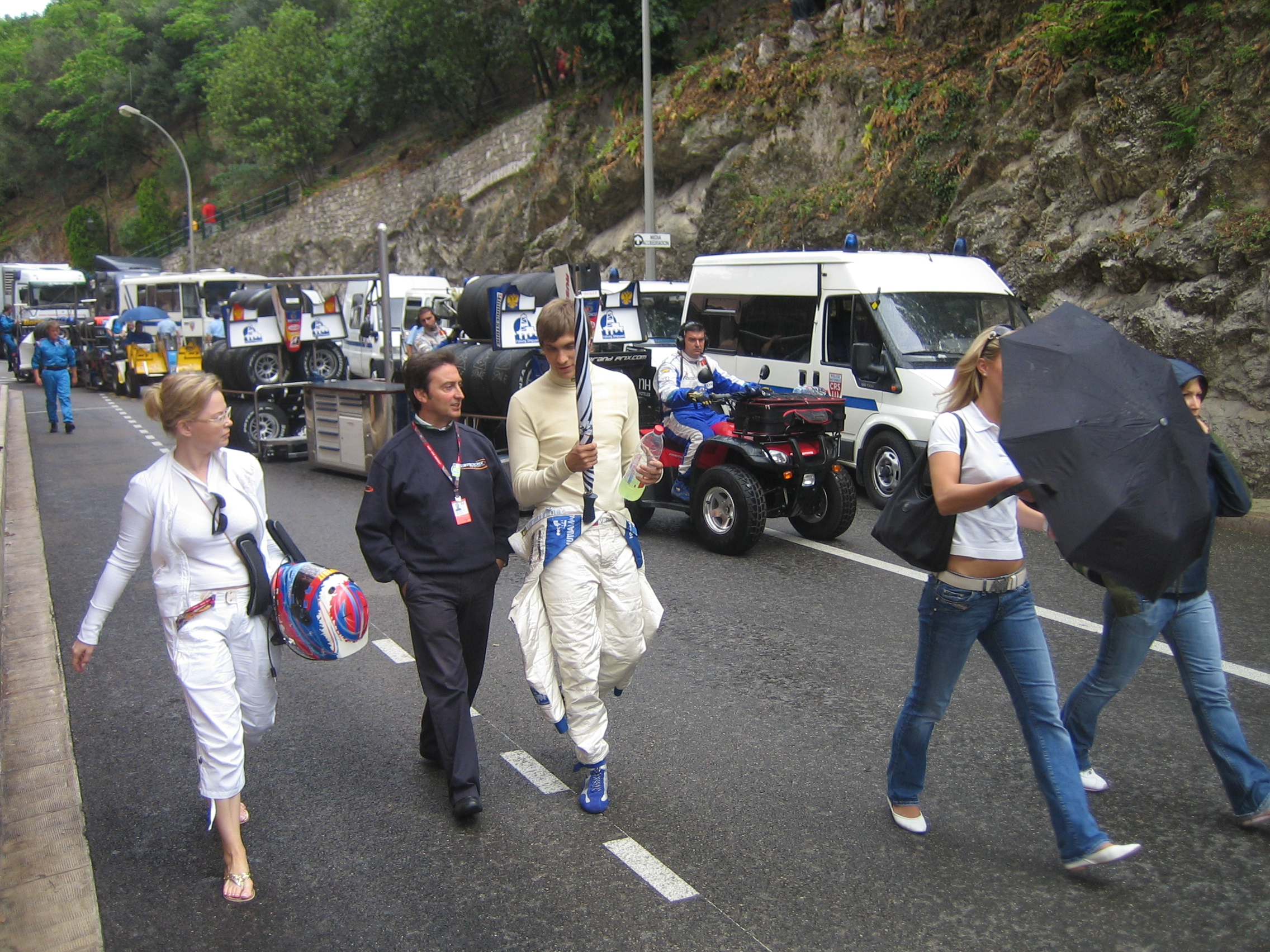
Косаченко на фото слева

Оксана Косаченко начинает поиск крупных спонсоров — в автоспорте недостаточно иметь только деньги отца (Александра Петрова — основного владельца ОАО «Выборгский судостроительный завод», ЗАО «Выборгская топливная компания» и других крупных региональных предприятий) и его друзей. Косаченко разработала план продвижения Виталия Петрова при имеющихся ресурсах и возможностях. Ей удалось договориться о поддержке Виталия Петрова такими компаниями, как ГК «Ростехнологии», ОАО «Сибур», ООО «Rover Company», «АвтоВАЗ».
Неоднократно встречалась вместе с Виталием Петровым с премьер-министром России — Владимиром Владимировичем Путиным, который также помогал в поиске спонсоров.
Не раз критически отзывалась о качестве проведения Moscow City Racing, а также о перспективах проведения Гран-при России в Сочи, по её мнению этот этап рискует повторить историю Гран-при Кореи, где гонки проходят практически при отсутствии зрителей.
За Оксаной Косаченко не раз отмечалась резкость суждений, да и сама она говорила, что у неё «железный характер». Когда ей надоели вопросы про зарплату Виталия Петрова, она достаточно жёстко ответила, что «он не голодает».
После того как стало ясно, что вторым пилотом Lotus Renault GP (до этого было объявлено, что первым пилотом команды в сезоне 2012 точно будет Кими Райкконен), несмотря на подписанный контракт с Петровым, будет Ромен Грожан, Оксана Косаченко заявила, что несмотря на то, что она хорошо общаётся с Николаем Фоменко и в целом со всей командой Marussia F1 Team, переход Виталия Петрова туда маловероятен.

## Работа в Формуле-1
С марта 2013 года — коммерческий директор Caterham F1.
25 июля 2013 года на сайте F1News.ru появилась заметка о том, что по информации, которой располагает один из корреспондентов этого портала, «Оксана Косаченко оставила должность коммерческого директора Caterham». В заметке говорилось о том, что «стороны договорились о досрочном расторжении контракта — судя по всему, инициатива исходила от руководства команды». Там же сообщалось, что «официально в Caterham отказались комментировать информацию, но и не подтвердили, что Косаченко остается на своей должности». Позднее сама Оксана Косаченко сообщила редакции портала F1News.ru, что «эта информация не соответствует действительности».